# Thorens-Glières
Pour les articles homonymes, voir Thorens.
Thorens-Glières [tɔʁɑ̃ ɡlijɛʁ] est une ancienne commune française située dans le département de la Haute-Savoie, en région Auvergne-Rhône-Alpes.
Le 1er janvier 2017, elle est regroupée avec Aviernoz, Évires, Les Ollières et Saint-Martin-Bellevue pour former la commune nouvelle de Fillière.

## Géographie
Thorens-Glières se situe à 19 kilomètres au nord-est d'Annecy. Commune de piedmont, Thorens garde la haute vallée de la Fillière.
Plus de la moitié de son territoire est constitué par la montagne de Sous-Dîne (2 004 m), une partie de la montagne des Frêtes (1 651 m), une partie du Parmelan (1 876 m).

## Toponymie
Le nom de la localité est attesté dès la seconde partie du XIIIe siècle. On trouve dans la documentation les formes suivantes : Thoyrens (1273), Thorento (1336), Cura de Thoreyn (vers 1344), Thorens ou encore Thorenc (XVe siècle), puis Thoreyns, Thorin (Régeste genevois),. Au cours de la période contemporaine, on trouve également les formes Thorens-Sales (Dictionnaire des communes de la France, 1864) ou encore Thorens-les-Glières (Journal officiel de la République française, 1964).  La commune prend officiellement le nom d'Thorens-Glières, le 19 avril 1947, selon le Code officiel géographique français,.
Le nom dérive probablement d'un nom d'origine burgonde, qui dériverait d'un primitif *Thoringos, Thuringos, c'est-à-dire « chez les Thoringi, Thuringi »,.
En francoprovençal, le nom de la commune s'écrit Torin (graphie de Conflans) ou Torens (ORB).

## Histoire

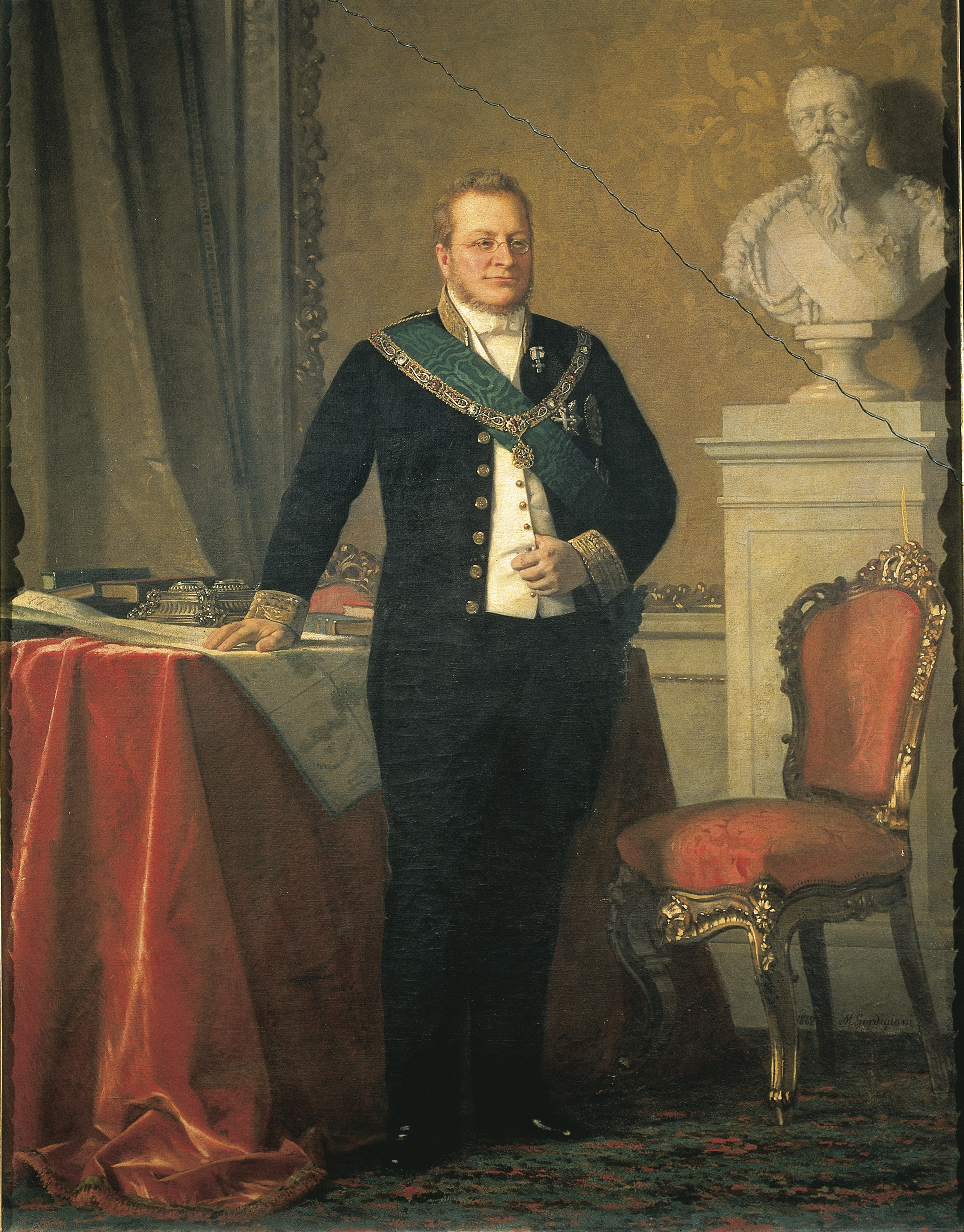
Camille Benso, comte de Cavour, en costume officiel.

### Période antique
Il semble qu'il y ait eu ici une villa gallo-romaine, selon Charles Marteaux (1861-1956), Académie florimontane.

### Période médiévale
Thorens fut une commune de l'ancien comté de Genève.
Depuis l'an 1060, le château commande le plateau des Glières et l’ancienne voie romaine. Habité par la famille de Sales depuis 1559, Thorens fut la demeure de saint François de Sales et la villégiature du Premier Ministre piémontais Camille de Cavour (1810-1861). Le château conserve les souvenirs, objets et œuvres d’art ayant appartenu au saint évêque, au fondateur de l’Unité italienne et à leur famille.
François de Sales, fils aîné des 13 enfants de M. et Mme de Boisy, est né au château de Sales le 21 août 1567. Il a grandi dans ce cadre champêtre qui lui a vraisemblablement inspiré ses nombreuses métaphores empruntées à la nature. On peut découvrir la statue, l’église, la chapelle de Sales, le château de Thorens dont la visite fait découvrir 1000 ans d’histoire, au gré des donjons et salles de garde (XIIe – XIIIe siècle), de la cuisine aux imposantes cheminées (1632) et des salons, chambres et bureaux richement meublés.

### Période contemporaine
De 1750 à 1861, une manufacture de verre créée par le marquis de Sales, fonctionna dans la « vallée d'Usillon » qui offrait une partie des ressources nécessaires à cette industrie (eau, bois), le sable glaciaire provenant de Villy-le-Bouveret. Les pièces étaient le plus souvent marquées d'un « T » symbole de la verrerie de Thorens. Les seules traces de cette activité sont le lieu-dit « la Verrerie » et la maison des directeurs de la manufacture devenue « colonie Cæcilia ».
Le curé de Thorens témoigne, dans l'enquête de Mgr Rendu (1845), sur la sécularisation qui gagne les paroissiens ainsi que du nombre d'habitants qui s'adonnent à la contrebande : « On compte environ quinze à vingt contrebandiers de profession. ».
En 1860, l'empereur Napoléon III vient secrètement à Thorens pour rencontrer le comte de Cavour au sujet du rattachement de la Savoie à la France.
Le 18 septembre 1869, la commune s'agrandit de la section du Jourdil, détachée d'Aviernoz. Le 25 juillet 1870,  elle perd celle de Glières, qui est rattachée au Petit-Bornand.
Une autre période importante est celle de la Seconde Guerre mondiale, lors de laquelle le Plateau des Glières est choisi comme terrain de parachutage par les Alliés, il abrita de janvier à mars 1944, de nombreux maquisards. Le 26 mars 1944, une attaque massive, mobilisant pas moins de 10 000 hommes appuyés par l’aviation, est menée par les troupes allemandes et les miliciens français. Les moyens mis en œuvre étaient complètement disproportionnés, cependant le Maquis ne perdit cette bataille inégale qu’après une lutte héroïque. Cette bataille est restée un symbole de la Résistance française. Un monument a été construit en 1973 à l’initiative des rescapés des Glières, cette œuvre d’art moderne symbolise la Résistance et l’espoir. À l'intérieur du monument se trouvent d’autres œuvres de l’artiste Émile Gilioli.
En 2015, un projet de fusion des communes de la communauté de communes du pays de la Fillière est proposé,, avec pour objectif de créer une commune suffisamment forte avant la fusion de la CCPF en 2017 avec la communauté de l'agglomération d'Annecy. Le 11 octobre, un référendum est organisé sur l'ensemble des communes de la CCPF mais il se solde par un résultat négatif qui interrompt le processus.
Un nouveau projet est lancé avec Aviernoz, Évires, Les Ollières et Saint-Martin-Bellevue qui fusionnent le 1er janvier 2017 pour donner naissance à la commune nouvelle appelée Fillière.

## Politique et administration

### Tendances politiques et résultats
| Résultats du premier tour de l'élection présidentielle 2022 | Résultats du premier tour de l'élection présidentielle 2022 |
| ----------------------------------------------------------- | ----------------------------------------------------------- |
| Emmanuel Macron (La République en marche)                   | 31,60%                                                      |
| Marine Le Pen (Rassemblement national)                      | 17,79%                                                      |
| Jean-Luc Mélenchon (La France insoumise)                    | 15,02%                                                      |
| Yannick Jadot (Europe Écologie Les Verts)                   | 8,95%                                                       |
| Éric Zemmour (Reconquête)                                   | 7,75%                                                       |
| Valérie Pécresse (Les Républicains)                         | 5,34%                                                       |
| Nicolas Dupont-Aignan (Debout la France)                    | 3,69%                                                       |
| Jean Lassalle (Résistons)                                   | 3,27%                                                       |
| Anne Hidalgo (Parti socialiste)                             | 1,59%                                                       |
| Fabien Roussel (Parti communiste français)                  | 1,54%                                                       |
| Philippe Poutou (Nouveau Parti anticapitaliste)             | 0,82%                                                       |
| Nathalie Arthaud (Lutte ouvrière)                           | 0,63%                                                       |
| Participation                                               | 81,95%                                                      |
| Abstention                                                  | 18,05%                                                      |
| Blancs                                                      | 1,62%                                                       |
| Nuls                                                        | 0,47%                                                       |

### Liste des maires
| Période                                  | Période          | Identité                                        | Étiquette | Qualité                                                                                   |
| ---------------------------------------- | ---------------- | ----------------------------------------------- | --------- | ----------------------------------------------------------------------------------------- |
| 1926                                     | 1935             | Louis Doncques (1881-1958)                      | SFIO      |                                                                                           |
| 1935                                     | 1944             | François-Maurice de Roussy de Sales (1897-1945) | URD       | Ancien chef d'escadron Conseiller général de Thorens-Sales (1937 → 1940)                  |
| 1944                                     | 1948             | Louis Doncques (1881-1958)                      | SFIO      |                                                                                           |
| 1948                                     | ?                | Georges Demaison                                | MRP       | Cordonnier et négociant en chaussures Conseiller général de Thorens-Glières (1945 → 1958) |
| Les données manquantes sont à compléter. |                  |                                                 |           |                                                                                           |
| mars 1965                                | mars 1983        | Dr Francis Tinant                               | PS        | Docteur en médecine                                                                       |
| mars 1983                                | juin 1995        | François Aunis                                  | PS        | Conseiller régional (1992-1998)                                                           |
| Les données manquantes sont à compléter. |                  |                                                 |           |                                                                                           |
| juin 1995                                | mars 2008        | Jean-Claude Prost (1945-2011)                   | DVG       |                                                                                           |
| octobre 2008                             | 31 décembre 2016 | Christian Anselme                               | DVD       | Enseignant Maire de Fillière (2017 → )                                                    |
| Les données manquantes sont à compléter. |                  |                                                 |           |                                                                                           |

### Liste des maires délégués
| Période        | Période      | Identité         | Étiquette | Qualité                                  |
| -------------- | ------------ | ---------------- | --------- | ---------------------------------------- |
| 3 janvier 2017 | 22 mars 2020 | Philippe Macheda | DVD       | maire-adjoint de Fillière (2017 → 2020 ) |

## Population et société

### Démographie
Ses habitants sont appelés les Thoranaises et les Thoranais.
L'évolution du nombre d'habitants est connue à travers les recensements de la population effectués dans la commune depuis 1793. Pour les communes de moins de 10 000 habitants, une enquête de recensement portant sur toute la population est réalisée tous les cinq ans, les populations de référence des années intermédiaires étant quant à elles estimées par interpolation ou extrapolation. Pour la commune, le premier recensement exhaustif entrant dans le cadre du nouveau dispositif a été réalisé en 2005.

En 2014, la commune comptait 3 163 habitants, en évolution de +4,42 % par rapport à 2008 (Haute-Savoie : +6,01 %, France hors Mayotte : +2,11 %).
| 1793  | 1800  | 1806  | 1822  | 1838  | 1848  | 1858  | 1861  | 1866  |
| ----- | ----- | ----- | ----- | ----- | ----- | ----- | ----- | ----- |
| 2 048 | 2 284 | 2 326 | 2 000 | 2 447 | 2 668 | 1 384 | 2 507 | 2 507 |

| 1872  | 1876  | 1881  | 1886  | 1891  | 1896  | 1901  | 1906  | 1911  |
| ----- | ----- | ----- | ----- | ----- | ----- | ----- | ----- | ----- |
| 2 668 | 2 574 | 2 651 | 2 512 | 2 442 | 2 282 | 2 315 | 2 200 | 1 983 |

| 1921  | 1926  | 1931  | 1936  | 1946  | 1954  | 1962  | 1968  | 1975  |
| ----- | ----- | ----- | ----- | ----- | ----- | ----- | ----- | ----- |
| 1 626 | 1 542 | 1 523 | 1 520 | 1 443 | 1 311 | 1 140 | 1 090 | 1 376 |

| 1982  | 1990  | 1999  | 2005  | 2006  | 2010  | 2014  | - | - |
| ----- | ----- | ----- | ----- | ----- | ----- | ----- | - | - |
| 1 783 | 2 077 | 2 560 | 2 903 | 2 904 | 3 108 | 3 163 | - | - |

En 1486, le village compte environ 600 âmes, ils sont 1 078 en 1756.

## Jumelages
Esnandes (France)

### Manifestations culturelles et festivités
- Les 16 et 17 juillet 2010 : célébration du 150e anniversaire de l'annexion de la Savoie et de la campagne d'Italie de 1859 :   reconstitution historique, bivouac d'époque, défilé militaire, prise d'armes, 200 figurants (zouaves, chasseurs, grenadiers, fantassins, artilleurs, etc.), Cette commémoration fête la rencontre secrète, en 1860, entre l'empereur Napoléon III et le comte de Cavour au château de Thorens.
- 3e week-end de juillet : Glières fête la Liberté.
- 1er dimanche de novembre : Fête de la Pomme et de la Courge.

### Sports
- Ski Nordique : plateau des Glières [18]
- Spéléologie : grotte de la Diau située dans le massif des Bornes [19]

### Médias
- Télévision locale : TV8 Mont-Blanc.

### Personnalités liées à la commune
- Saint François de Sales.

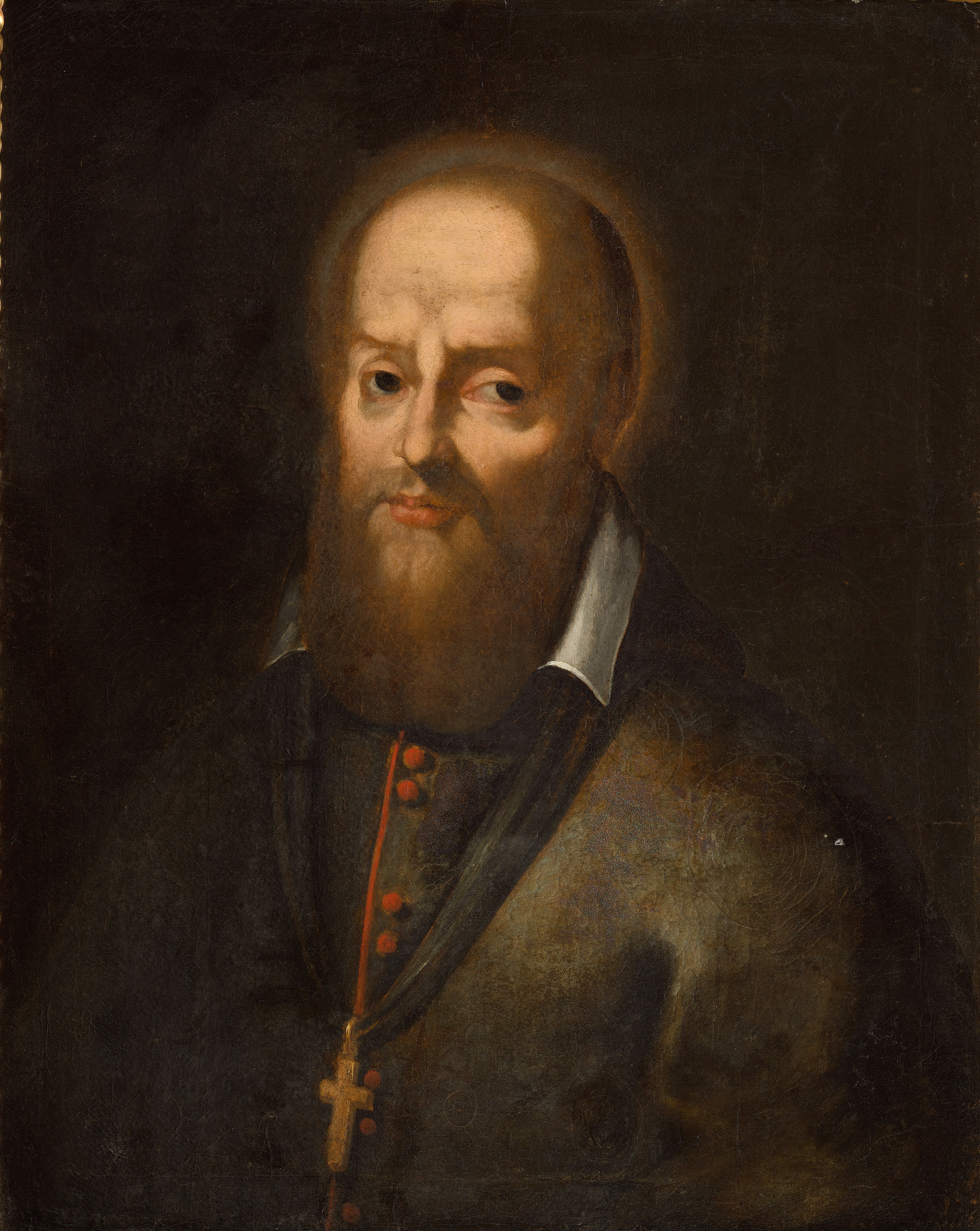
Saint François de Sales.

- Le comte Camillo Benso de Cavour (1810-1861), figure de l'unification italienne.
- Tom Morel (1915-1944) : il fut un des chefs de la résistance du plateau des Glières. Le 31 janvier 1944, les maquis de Haute-Savoie se regroupent sur le plateau des Glières sous son commandement. Il s’y illustre par ses actes et sa haute conception de l’officier et se donne sans compter, se souciant des hommes avant toute chose. Il fut tué au combat en 1944. Il fut alors remplacé par le capitaine Maurice Anjot.

## Économie
En 2017, la commune est labellisée « Station verte ».
Au hameau de Mappenaz, au nord-est du bourg et non loin de la petite station de sports d'hiver d'Orange se trouvait le téléski des Terreaux sur l'ubac de la montagne de Sous-Dîne. Mis en service en 1970 et à l'arrêt depuis 2016, il est démonté en 2022.

## Lieux et monuments
- Plateau des Glières : haut-lieu de la Résistance en Haute-Savoie et premier territoire libéré.
- Église Saint-Maurice et Saint-François-de-Sales.
- Château de Thorens.
- Château de Sales.
- Col des Fleuries, à 930 m d'altitude.